# Valerian Gvilia
Valerian Gvilia (géorgien : ვალერიან გვილია), né le 24 mai 1994 à Zougdidi en Géorgie, est un footballeur international géorgien, qui évolue au poste de milieu central. Il possède aussi la nationalité ukrainienne.

## Biographie

### En club
Avec l'équipe du BATE Borisov, il joue deux matchs en Ligue des champions, et une rencontre en Ligue Europa, lors des tours préliminaires.
Le 12 juin 2019, il s’engage en faveur du Legia Varsovie.

### En équipe nationale
Il joue avec l'équipe d'Ukraine espoirs, puis avec l'équipe de Géorgie espoirs.
Il joue son premier match en équipe de Géorgie le 6 octobre 2016, contre l'Irlande. Ce match perdu 1-0 à Dublin rentre dans le cadre des éliminatoires du mondial 2018. Il inscrit son premier but le 5 septembre 2017, contre l'Autriche, à nouveau lors des éliminatoires du mondial 2018 (score : 1-1 à Vienne).

## Palmarès
- BATE Borisov
  - Champion de Biélorussie en 2016 et 2017
  - Vainqueur de la Supercoupe de Biélorussie en 2017